# Подбор (баскетбол)

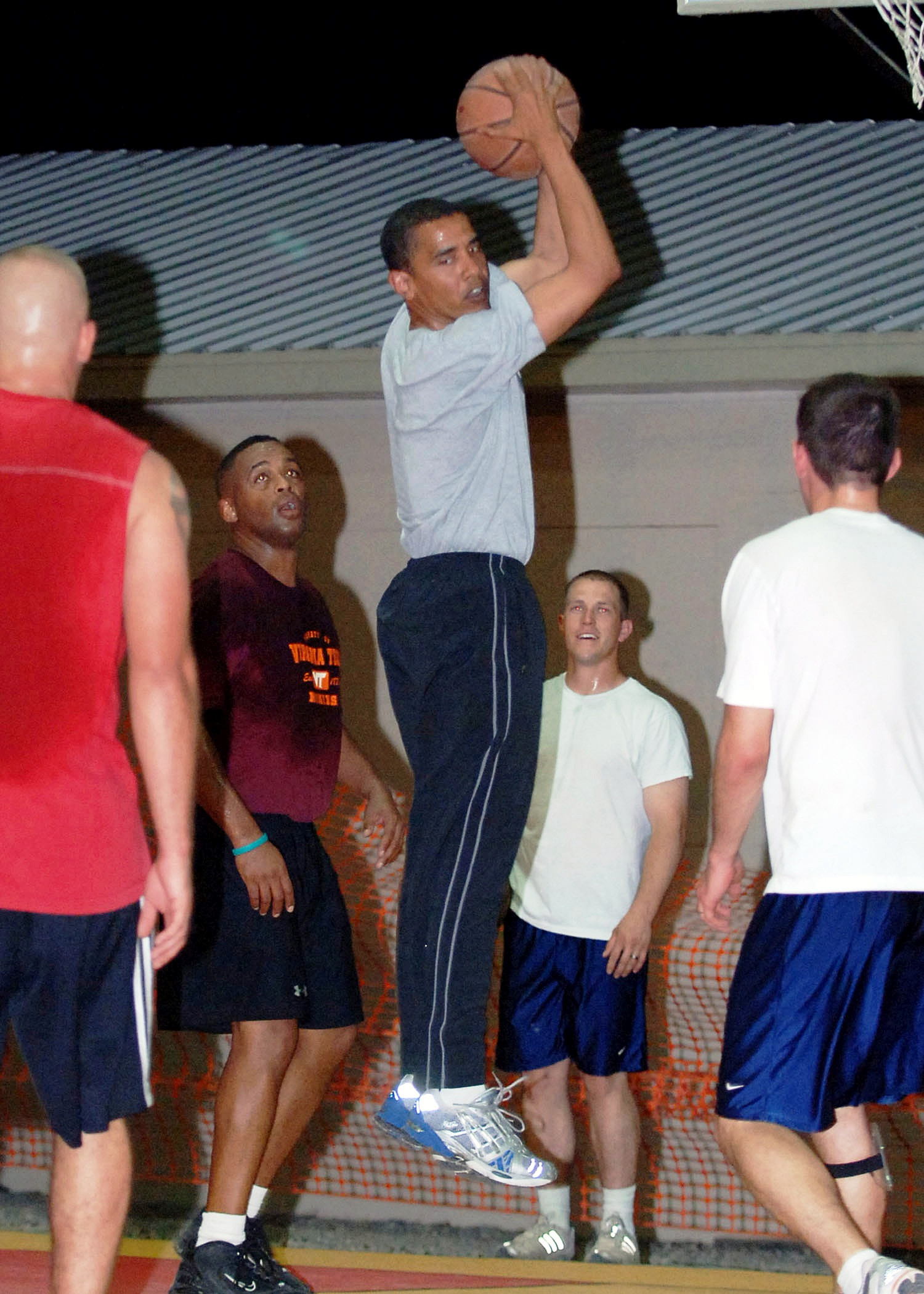
Барак Обама подбирает мяч в игре с американскими военными в Джибути

Подбор (англ. rebound) — важнейший элемент при игре в баскетбол, спортивная «кража» мяча, при котором игрок овладевает мячом после неудачной попытки двух- или трёхочкового броска или последнего штрафного броска. Существует негласное правило, что команда, выигрывающая подбор, чаще всего выигрывает матч. В основном, подборы — прерогатива передней линии команды, то есть центровых и тяжёлых форвардов. Тем не менее игроки небольшого роста могут тоже делать подборы наряду с большими. Чтобы подбирать мяч, нужно обладать хорошим чувством позиции и времени. Различают несколько видов подборов:
- подбор в нападении, на чужом щите (англ. offensive rebound)
- подбор в защите, на своём щите (англ. defensive rebound )
- коллективный подбор

Для успешного подбора игроку необходимо преграждать путь соперника к кольцу с целью выигрыша подбора (англ. box out), необходимо занять позицию между корзиной и соперником. Чем ближе игрок находится к корзине и чем дальше от корзины будет соперник, тем легче овладеть отскоком. Очень важно точно рассчитать момент прыжка. Мяч нужно поймать в высшей точке прыжка. Если мяч будет ещё на кольце, когда игрок достигнет высшей точки прыжка, он не сможет им овладеть. При попытке поймать мяч необходимо действовать решительно, нужно не просто протянуть руки к мячу, но и зафиксировать его прочно и надежно. Как только мяч пойман, рекомендуется расставить локти и ноги в стороны, чтобы соперник сзади не смог до него дотянуться. Если он всё же попытается это сделать, то ему придётся нарушить правила. Рекомендуется после подбора не переходить на ведение мяча у щита, так как соперник может легко его отобрать и, поскольку он находится рядом с корзиной, сделать результативный бросок. Желательна быстрая передача партнёру.

## Лучшие игроки по подборам в НБА[2]
В истории НБА выделяются два прославленных центровых, которые в среднем за карьеру делали более 22 подборов за матч (у других лидеров этот показатель колеблется в пределах 10—15 подборов)
- Уилт Чемберлен — 11 раз становился лучшим по подборам в регулярных сезонах НБА в 1960—1970-х годах
- Билл Расселл — многолетний конкурент Чемберлена, 5 раз становился лучшим по подборам в 1950—1960-х годах

Кроме этих двоих можно выделить Мозеса Мэлоуна, 6 раз становившегося лучшим по подборам в НБА в 1970—1980-х годах, а также Денниса Родмана, который 7 раз подряд стал лучшим по подборам в 1992—1998 годах.
Ведётся статистика игрока по подборам за игру (англ. "rebounds per game" (RPG)), как по подборам в защите, так и в нападении. Данный показатель указывает на эффективность игрока под щитами при подборе мяча.

## Лидеры по подборам в истории НБА

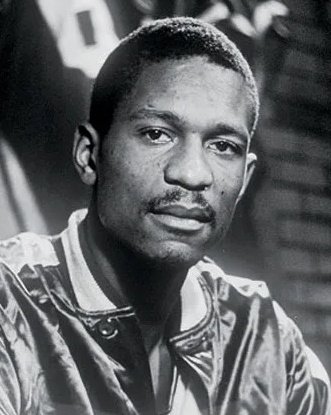
Билл Расселл (1934—2022) занимает второе место в истории НБА по подборам

Синим выделены действующие игроки
| №  | Игрок               | Подборы | Игр  | В ср. |
| -- | ------------------- | ------- | ---- | ----- |
| 1  | Уилт Чемберлен      | 23 924  | 1045 | 22,9  |
| 2  | Билл Расселл        | 21 620  | 963  | 22,5  |
| 3  | Карим Абдул-Джаббар | 17 140  | 1560 | 11,2  |
| 4  | Элвин Хейз          | 16 279  | 1303 | 12,5  |
| 5  | Мозес Мэлоун        | 16 212  | 1329 | 12,2  |
| 6  | Тим Данкан          | 15 091  | 1392 | 10,8  |
| 7  | Карл Мэлоун         | 14 968  | 1476 | 10,1  |
| 8  | Роберт Пэриш        | 14 715  | 1611 | 9,1   |
| 9  | Кевин Гарнетт       | 14 662  | 1462 | 10,0  |
| 10 | Дуайт Ховард        | 14 627  | 1242 | 11,8  |
| 11 | Нейт Термонд        | 14 464  | 964  | 15,0  |
| 12 | Уолт Беллами        | 14 241  | 1043 | 13,7  |
| 13 | Уэс Анселд          | 13 769  | 984  | 14,0  |
| 14 | Хаким Оладжьювон    | 13 748  | 1238 | 11,1  |
| 15 | Шакил О’Нил         | 13 099  | 1207 | 10,9  |
| …  | …                   | …       | …    | …     |
| 25 | Леброн Джеймс       | 11 731  | 1562 | 7,5   |
| 32 | Андре Драммонд      | 10 981  | 904  | 12,1  |
| 34 | Деандре Джордан     | 10 785  | 1111 | 9,7   |
| 42 | Никола Вучевич      | 10 170  | 972  | 10,5  |
| 45 | Руди Гобер          | 9700    | 829  | 11,7  |
| 50 | Кевин Лав           | 9497    | 952  | 10,0  |